# Lega B 2011 (football americano)
La Lega B 2011 è stata la 20ª edizione del campionato di football americano di secondo livello, organizzato dalla SAFV.

## Squadre partecipanti
| Club                | Città      | Stadio | Sponsor ufficiale | Risultato nella stagione 2010 |
| ------------------- | ---------- | ------ | ----------------- | ----------------------------- |
| Bienna Jets         | Bienne     |        |                   | Secondo posto in Lega B       |
| Fribourg Cardinals  | Friburgo   |        |                   | Quarto posto in Lega B        |
| Lausanne LUCAF Owls | Losanna    |        |                   | Quinto posto in Lega B        |
| Luzern Lions        | Lucerna    |        |                   |                               |
| Thun Tigers         | Thun       |        |                   | Terzo posto in Lega B         |
| Winterthur Warriors | Winterthur |        |                   | Sesto posto in LNA            |

## Stagione regolare

### Calendario

#### 1ª giornata
| 2 aprile 2011 | Winterthur Warriors | 22 – 2 | Thun Tigers |  |

| 3 aprile 2011 | Fribourg Cardinals | 6 – 48 | Bienna Jets |  |

#### 2ª giornata
| 10 aprile 2011 | Fribourg Cardinals | 22 – 32 | Lausanne LUCAF Owls |  |

| 10 aprile 2011 | Bienna Jets | 50 – 6 | Thun Tigers |  |

#### 3ª giornata
| 17 aprile 2011 | Lausanne LUCAF Owls | 13 – 6 | Thun Tigers |  |

| 17 aprile 2011 | Bienna Jets | 42 – 8 | Luzern Lions |  |

| 17 aprile 2011 | Fribourg Cardinals | 6 – 52 | Winterthur Warriors |  |

#### 4ª giornata
| 25 aprile 2011 | Luzern Lions | 34 – 31 | Winterthur Warriors |  |

#### 5ª giornata
| 1º maggio 2011 | Thun Tigers | 14 – 28 | Fribourg Cardinals |  |

| 1º maggio 2011 | Winterthur Warriors | 13 – 48 | Bienna Jets |  |

| 1º maggio 2011 | Luzern Lions | 44 – 23 | Lausanne LUCAF Owls |  |

#### 6ª giornata
| 8 maggio 2011 | Lausanne LUCAF Owls | 6 – 26 | Winterthur Warriors |  |

| 8 maggio 2011 | Luzern Lions | 50 – 6 | Thun Tigers |  |

| 8 maggio 2011 | Bienna Jets | 48 – 0 | Fribourg Cardinals |  |

#### 7ª giornata
| 15 maggio 2011 | Fribourg Cardinals | 22 – 50 | Luzern Lions |  |

| 15 maggio 2011 | Lausanne LUCAF Owls | 8 – 24 | Bienna Jets |  |

| 15 maggio 2011 | Thun Tigers | 6 – 27 | Winterthur Warriors |  |

#### 8ª giornata
| 22 maggio 2011 | Lausanne LUCAF Owls | 40 – 20 | Fribourg Cardinals |  |

| 22 maggio 2011 | Thun Tigers | 26 – 42 | Bienna Jets |  |

| 22 maggio 2011 | Winterthur Warriors | 49 – 24 | Luzern Lions |  |

#### 9ª giornata
| 29 maggio 2011 | Thun Tigers | 14 – 16 | Lausanne LUCAF Owls |  |

| 29 maggio 2011 | Luzern Lions | 36 – 44 | Bienna Jets |  |

#### 10ª giornata
| 4 giugno 2011 | Winterthur Warriors | 20 – 7 | Lausanne LUCAF Owls |  |

| 5 giugno 2011 | Fribourg Cardinals | 6 – 39 | Thun Tigers |  |

#### 11ª giornata
| 12 giugno 2011 | Lausanne LUCAF Owls | 10 – 8 | Luzern Lions |  |

#### 12ª giornata
| 19 giugno 2011 | Bienna Jets | 20 – 28 | Winterthur Warriors |  |

| 19 giugno 2011 | Thun Tigers | 20 – 48 | Luzern Lions |  |

#### 13ª giornata
| 26 giugno 2011 | Bienna Jets | 42 – 0 | Lausanne LUCAF Owls |  |

| 26 giugno 2011 | Luzern Lions | 14 – 0 | Fribourg Cardinals |  |

#### 14ª giornata
| 2 luglio 2011 | Winterthur Warriors | 18 – 3 | Fribourg Cardinals |  |

### Classifica
La classifica della regular season è la seguente:
- PCT = percentuale di vittorie, G = partite giocate, V = partite vinte, P = partite perse, PF = punti fatti, PS = punti subiti
- La vincente della finale sfida l'ultima della Lega Nazionale A per la partecipazione alla LNA 2012 (verde)
- L'ultima classificata è relegata in Lega C 2012 (giallo)

| Pos. | Squadra             | PCT  | G  | V | P | PF  | PS  |
| ---- | ------------------- | ---- | -- | - | - | --- | --- |
| 1    | Bienna Jets         | .900 | 10 | 9 | 1 | 408 | 131 |
| 2    | Winterthur Warriors | .800 | 10 | 8 | 2 | 286 | 156 |
| 3    | Luzern Lions        | .600 | 10 | 6 | 4 | 316 | 247 |
| 4    | Lausanne LUCAF Owls | .500 | 10 | 5 | 5 | 155 | 226 |
| 5    | Thun Tigers         | .100 | 10 | 1 | 9 | 139 | 302 |
| 6    | Fribourg Cardinals  | .100 | 10 | 1 | 9 | 113 | 355 |

## Playoff
| 9 luglio 2011 | Bienna Jets | 40 – 34 | Basel Meanmachine |  |

## Verdetti
- Bienna Jets promossi in Lega Nazionale A 2012
- Fribourg Cardinals non relegati in Lega C 2012 (ripescati)